# 京都府立宮津高等学校
京都府立宮津高等学校（きょうとふりつ みやづこうとうがっこう）は、京都府宮津市字滝馬に所在した公立高等学校。地元では「宮高」（みやこう）と呼ばれることがあった。
1903年（明治36年）、京都府立第四中學校として、一中（現洛北高校）・二中（現鳥羽高校）・三中（現福知山高校）に次ぐ京都府4校目の旧制中学校として開校した。与謝郡伊根町には昼間定時制課程の伊根分校があった。統合による学校再編のため、2020年度より本校、伊根分校ともに生徒募集を停止し、2023年に伊根分校の閉校により当校の歴史に幕を下ろした。

## 設置学科
本校（全日制課程）
- 普通科
- 建築科（工業に関する学科）

伊根分校（昼間定時制課程）
- 普通科

## 沿革
- 1903年（明治36年）4月 - 京都府によって京都府立第四中学校が設立される。
- 1906年（明治39年）4月 - 与謝郡によって与謝郡立高等女学校が設立される。
- 1918年（大正7年）4月 - 第四中学校が、京都府立宮津中学校と改称される。
- 1923年（大正12年）1月 - 高等女学校が京都府に移管され、京都府立宮津高等女学校とされる。
- 1948年（昭和23年）4月 - 学制改革により宮津中学校と宮津高等女学校を統合し、京都府立宮津高等学校が設立される。
- 1948年（昭和23年）10月 - 高校三原則により京都府立宮津実業高等学校[注 1]と宮津高校が合併。京都府立宮津高等学校が改めて設立される[2]。
- 1996年4月1日 - 本校定時制課程（普通科）の生徒募集停止。
- 1999年3月31日 - 本校定時制課程を閉課。
- 2020年（令和2年）3月 - 本校および伊根分校生徒募集停止。
- 2020年（令和2年）4月 - 京都府立宮津天橋高等学校開校。本校校地内に宮津学舎を置く。
- 2020年（令和2年）4月 - 宮津高校伊根分校・京都府立網野高等学校間人分校・京都府立峰山高等学校弥栄分校の統合校として、峰山高校弥栄分校内に京都府立清新高等学校が開校。
- 2022年（令和4年）3月1日 - 全日制最後の卒業式が行われ、続いて新校への「継承式」が挙行された。2021年度末をもって全日制本校は京都府立宮津天橋高校へ移行する[3][4]。
- 2023年（令和5年）3月 - 定時制の伊根分校が閉校[5]。

## 部活動

### 本校
- 体育系
  - バレーボール部（男子・女子）
  - ソフトテニス部
  - 女子ソフトボール部
  - ボート部
  - バドミントン部
  - 陸上競技部
  - バスケットボール部（男子・女子）
  - 硬式野球部
  - サッカー部
  - ヨット部
- 文化系
  - 茶道部
  - 琴部
  - 華道部
  - 情報処理部
  - 家庭科部
  - 建築研究部
  - 吹奏楽部
  - 美術部
  - 書道部
  - 演劇部
  - ICC(International Communication Club)
  - 写真部
  - フィールド探求部
  - 放送部（休部中）

### 伊根分校
- 体育系（前期）
  - 野球部
  - バドミントン部
  - バスケットボール部
  - 卓球部
  - ソフトテニス部
- 文化部（後期）
  - 茶道部
  - 華道部
  - 軽音楽部
  - コンピュータ部
  - 手芸・園芸部
  - 囲碁・将棋部
  - 管弦楽部

## 特色
毎年数十名が国公立大学に進学している。普通科は、1年生は数学、英語での習熟度別のクラス分けがあり、2年生から国公立大学や私立文系大学、専門学校への進学などに対応した「文系」と、国公立大学や私立理科系大学への進学に対応した「理系」に分かれる。部活動も盛んで、特に野球部と吹奏楽部の人数が多い。制服は、男子は詰襟の学生服、女子は京都府では唯一採用されているセーラー服だったが全日制の廃止と同時に消滅した。(セーラー服が昭和28年に制服として制定される前は、男子と違い女子には制服が無かった)

## 出身者
- 前尾繁三郎 - 衆議院議員・大蔵官僚。第58代衆議院議長。
- 山口開生 - 実業家・逓信官僚。第2代日本電信電話株式会社（NTT）社長・会長。
- 尾上規喜 - 実業家。フジ・メディア・ホールディングス取締役（常勤監査等委員）、フジテレビジョン監査役。
- 三谷隆信 - 外務官僚。侍従長。
- 岡本季正 - 外務官僚。駐蘭大使（1952-）、駐スウェーデン公使（1942-）。宮城事件。
- 岡本愛祐 - 参議院議員・宮内官僚。帝室林野局長官（1945-）、内匠頭（1944-）。
- 山添利作 - 農林官僚。第3代農林事務次官。
- 上杉孝實 - 教育学者。京都大学名誉教授。
- 上總康行 - 会計学者。京都大学名誉教授。
- 日引聡 - 経済学者。東北大学大学院経済学研究科教授
- 日引俊詞 - 原子力科学者。パデュー大学名誉教授
- 井上正嗣 - 政治家。宮津市長。
- 山添藤真 - 政治家。与謝野町長。
- 橋本武 - 教育者。灘中学校・高等学校教諭。
- 三嶋一聲 - 民謡歌手。
- 田村しげる - 作曲家。
- 中村とうよう - 音楽評論家。
- 高岡亜衣 - 書道家。
- 麻月鞠緒 - 宝塚歌劇団男役。
- 糸井嘉男 - プロ野球選手。
- 中島博征 - プロ野球選手。
- 木崎良子 - 女子陸上競技選手（中・長距離）。ロンドン五輪女子マラソン日本代表。
- 西原加純 - 女子陸上競技選手（中・長距離）。
- 川嶋利佳 - 女子陸上競技選手（中・長距離）。
- 川村楓 - 女子陸上競技選手（長距離）。

## アクセス
- 京都丹後鉄道宮津駅から徒歩15分
- 丹海バス 宮津高校前 下車すぐ
- 京都縦貫自動車道綾部宮津道路 宮津天橋立ICより北へ2km